# Мужа (озеро)
Мужа — озеро в Лужском районе Ленинградской области России. Входит в состав Сяберской группы озёр.
Озеро Мужа находится на высоте 51 м над уровнем моря в восточной части государственного природного комплексного заказника «Сяберский» на территории Волошовского сельского поселения. Представляет собой водоём вытянутый в направлении северо-запад — юго-восток, площадью 14 га, с наибольшей глубиной — 6 м и средней — 2,3 м. 
Сток из озера идёт на юго-восток через протоку в озеро Завердужье, относящееся к бассейну Вердуги.
До 1964 года относилось к дистрофным озерам олигоацидотрофного типа, но после проведения мелиоративных работ и зарыбления приблизилось к показателям эвтрофных водоёмов.